# Mauvaises Fréquentations (film, 1999)
Pour les articles homonymes, voir Mauvaises fréquentations.
Pour plus de détails, voir Fiche technique et Distribution.
Mauvaises Fréquentations est un film français réalisé par Jean-Pierre Améris et sorti en 1999.

## Synopsis
À quinze ans, Delphine n'a rien et attend tout de la vie. Tout à coup, l'amour arrive avec Laurent, l'amitié avec Olivia, et les choses qui vont avec tels le sexe, la musique, les discussions à n'en plus finir. Elle a enfin la permanente sensation d'exister. Ses mauvaises fréquentations mèneront Delphine au fond de l'abîme de la passion. On peut tout faire par amour.

## Fiche technique
- Titre : Mauvaises Fréquentations
- Réalisation : Jean-Pierre Améris
- Scénario : Alain Layrac
- Production : Philippe Godeau, Alain Sarde
- Directrice de casting :  Jeanne Biras
- Photographie : Yves Vandermeeren
- Montage : Martine Giordano
- Décors : Jean-Pierre Clech
- Sociétés de production :  M6 Films, Pan-Européenne
- Format :  couleur - 1,85:1 - 35 mm -  Son Dolby SR
- Genre : drame
- Durée : 98 minutes
- Date de sortie : 20 octobre 1999 en France

## Distribution
- Maud Forget : Delphine Vitrac
- Lou Doillon : Olivia Monti
- Robinson Stévenin : Laurent
- Maxime Mansion : Alain
- Cyril Cagnat : Justin
- Delphine Rich : Claire
- François Berléand : René
- Micheline Presle : Mamie
- Ariane Ascaride : La mère d'Olivia
- Daniel Martin : Le père d'Olivia
- Bruno Esposito : Le professeur de mathématiques
- Martine Gautier : L'infirmière
- Brigitte Jouffre : La professeure de français
- Dominique Laidet : Monsieur Sanchez
- Éric Théobald : Le policier
- Denis Verguet : L'inspecteur Bernier
- Marine Vermast : Eleve

## Distinctions
- Meilleur film étranger Santa Barbara 2000
- Sélection Officielle au Festival du film de Sundance 2000
- Prix du meilleur scénario au festival d'Albi 1999

## Musique
La chanson Where I'm Headed (1999) de la chanteuse norvégienne Lene Marlin est utilisée dans le film.